# Estación Quinta Normal
Quinta Normal será una futura estación ferroviaria del proyecto Tren Santiago-Batuco. Su construcción esta prevista a iniciarse hacia el año 2025, finalizando el año 2029.

## Historia
En un principio estuvo contemplada dentro del proyecto de tren que conectaría Batuco con Melipilla, llamado Melitrén, hacia el año 1997. Finalmente el proyecto fue cancelado.
Ya desde la construcción de la estación de Metro en 2004, se contempló la existencia de una estación intermodal que conectara con el tren, dejando edificadas en el nivel -3 la obra gruesa que servirían para el proyecto ferroviario que conectase a Santiago con Batuco.
Posteriormente, en 2010 la empresa Trenes Metropolitanos propuso un proyecto que uniera Valle Grande, en Lampa, con Melipilla. En este se contemplaba la construcción de una intermodal junto a la estación homónima de la Línea 5 del Metro de Santiago. Al igual que el anterior proyecto, también fue cancelado por la enorme inversión de construir un túnel entre la Estación Central y esta parada.
En 2016 se realizó una visita oficial por parte del ex Intendente de la Región Metropolitana, Claudio Orrego, junto al gerente general de Grupo EFE, Ricardo Silva, y los alcaldes de las comunas beneficiadas de Colina, Lampa y Quinta Normal, en donde se señaló el inicio de los trabajos administrativos para la construcción del servicio.
Actualmente está pensada como la futura estación terminal del proyecto ferroviario Santiago-Batuco, invocando un proyecto de ferrocarril desde Lampa y Batuco hasta la comuna de Quinta Normal. En el tercer subterráneo de la actual estación de metro se encuentran construidos los andenes de la estación de trenes.
El proyecto ingresó en diciembre de 2017 al Sistema de Evaluación de Impacto Ambiental del Ministerio de Medio Ambiente, y actualmente se encuentra en proceso de calificación para obtener los permisos de obras. El proyecto contempla construir un túnel entre el extremo norte del nivel -3 con el sector del "triangulo" ferroviario al costado de la estación Yungay, además de colocar dos vías férreas que se extiendan por el túnel. En marzo de 2019 se entregó la resolución de la calificación ambiental, el cual dio luz verde a la ejecución del proyecto.